# John Shively Knight
John Shively Knight (Bluefield, 26 ottobre 1894 – Akron, 16 giugno 1981) è stato un giornalista e imprenditore statunitense.
Frequentò la Cornell University, ma abbandonò successivamente gli studi e si arruolò nell'esercito. Nel 1920, fu assunto al The Beacon-Journal, diretto da suo padre Charles: iniziò come cronista sportivo e acquisì col tempo sempre maggiori responsabilità, finché ereditò la proprietà del giornale nel 1933.
Nel 1937, comprò il Miami Herald, prima acquisizione di una lunga serie, che lo portarono a diventare un magnate dell'informazione. Nel 1950, cofondò assieme a suo fratello James la John S. and James L. Knight Foundation, che si occupa di fornire borse di studio per gli studenti svantaggiati.
Due volte insignito del Premio Maria Moors Cabot, vinse anche il Premio Pulitzer per la sua rubrica di editoriali The Editor's Notebook. Nel 1969, fu insignito della laurea ad honorem in giurisprudenza dal Colby College.

## Premi
- Premio Maria Moors Cabot: 1957 (menzione speciale), 1963[1]
- Premio Pulitzer: 1968[2]
- Premio Elijah Parish Lovejoy: 1969